# غتشي قشلاق سفلي
غتشي قشلاق سفلي هي قرية في مقاطعة خدا أفرين، إيران. عدد سكان هذه القرية هو 74 في سنة 2006.